# Abilio Estévez
Abilio Estévez és un novel·lista cubà establert a Barcelona. És llicenciat en Llengua i Literatura Hispàniques per la Universitat de La Habana, on va publicar el llibre de contes Juego con Gloria. Ha escrit tres novel·les publicades per Tusquets Editors (Barcelona) aclamades per la crítica i traduïdes a nou idiomes: Tuyo es el reino, premi de la crítica cubana el 1999 i, Franca, Premi al Millor Llibre Estranger 2000; Los palacios distantes, seleccionada pel diari La Vanguardia com el Millor Llibre de l'any 2002; El navegante dormido (2008) i El bailarín ruso de Montecarlo (2010).
Autor també del volum de contes El horizonte y otros regresos i dels llibres miscel·lanisInventario secreto de La Habana i Manual de las tentaciones —premi Luis Cernuda (Sevilla, 1986) i Premi de la Crítica Cubana (1987), així com de diversos textos teatrals: La verdadera culpa de Juan Clemente Zenea, premi de la Unió d'Escriptors i Artistes de Cuba (1984), La noche, premi Tirso de Molina, Espanya (1994). Les seves obres s'han presentat amb èxit en escenaris de La Habana, Miami, Nova York, Barcelona, Buenos Aires, Bogotà i Santo Domingo. Ha escrit també articles, pròlegs, estudis sobre diverses personalitats de la cultura cubana, com Lino Novás Calvo, Virgilio Piñera, José Lezama Lima, José Martí, Julián del Casal.